# Coup d'État de 1985 au Soudan
Le coup d'État soudanais de 1985 est un coup d'État militaire survenu au Soudan le 6 avril 1985. Il fut organisé par un groupe d'officiers militaires mené par le maréchal Abdel Rahman Swar al-Dahab, alors ministre de la Défense et commandant en chef des forces armées, et dirigé contre le gouvernement du président Gaafar Nimeiry,,.